# Луковые кольца
Луковые кольца, также французские жареные луковые кольца (англ. onion ring, French fried onion ring) — закуска или гарнир в британской и американской кухне. Представляет собой лук, нарезанный поперечно в виде колец, которые обмакивают в кляр или обваливают в панировочных сухарях, а затем обжаривают во фритюре. Для кляра используют муку и яйца, а также пиво, пахту, сметану, йогурт. Луковые кольца также часто обжаривают с сыром.

## История
В британском рецепте 1802 года требуется порезать лук ломтиками, обмакнуть их в кляр, добавить сыр пармезан и обжарить во фритюре на сале. Далее блюдо подается с соусом из топленого масла и горчицы.
Рецепты и упоминания обжаренных во фритюре ломтиков или колец лука в кляре встречаются на протяжении всего начала XX века: например, в 1910 году в газете Мидлтауна, Нью-Йорк, или в рекламе Crisco 1933 года .
Изобретение луковых колец приписывали себе различные рестораны, в том числе сеть ресторанов Kirby’s Pig Stand, основанная в Ок-Клиффе, штат Техас, в начале 1920-х годов.

## Пищевая химия
В процессе приготовления оксид пропанетиала в луке разлагается в дисульфид биспропенила, отвечающий за сладковатый вкус луковых колец.

## Галерея

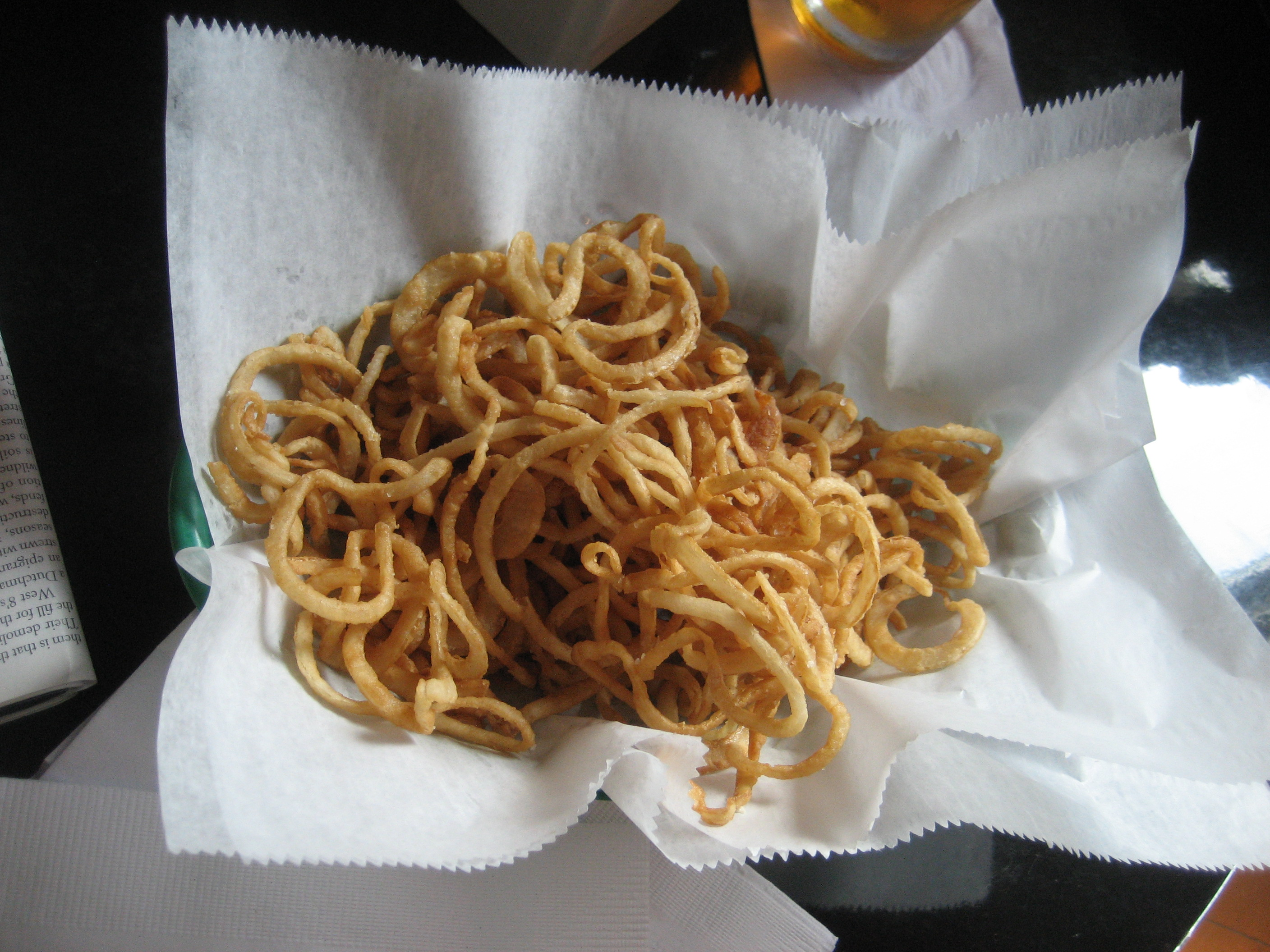
Луковые колечки
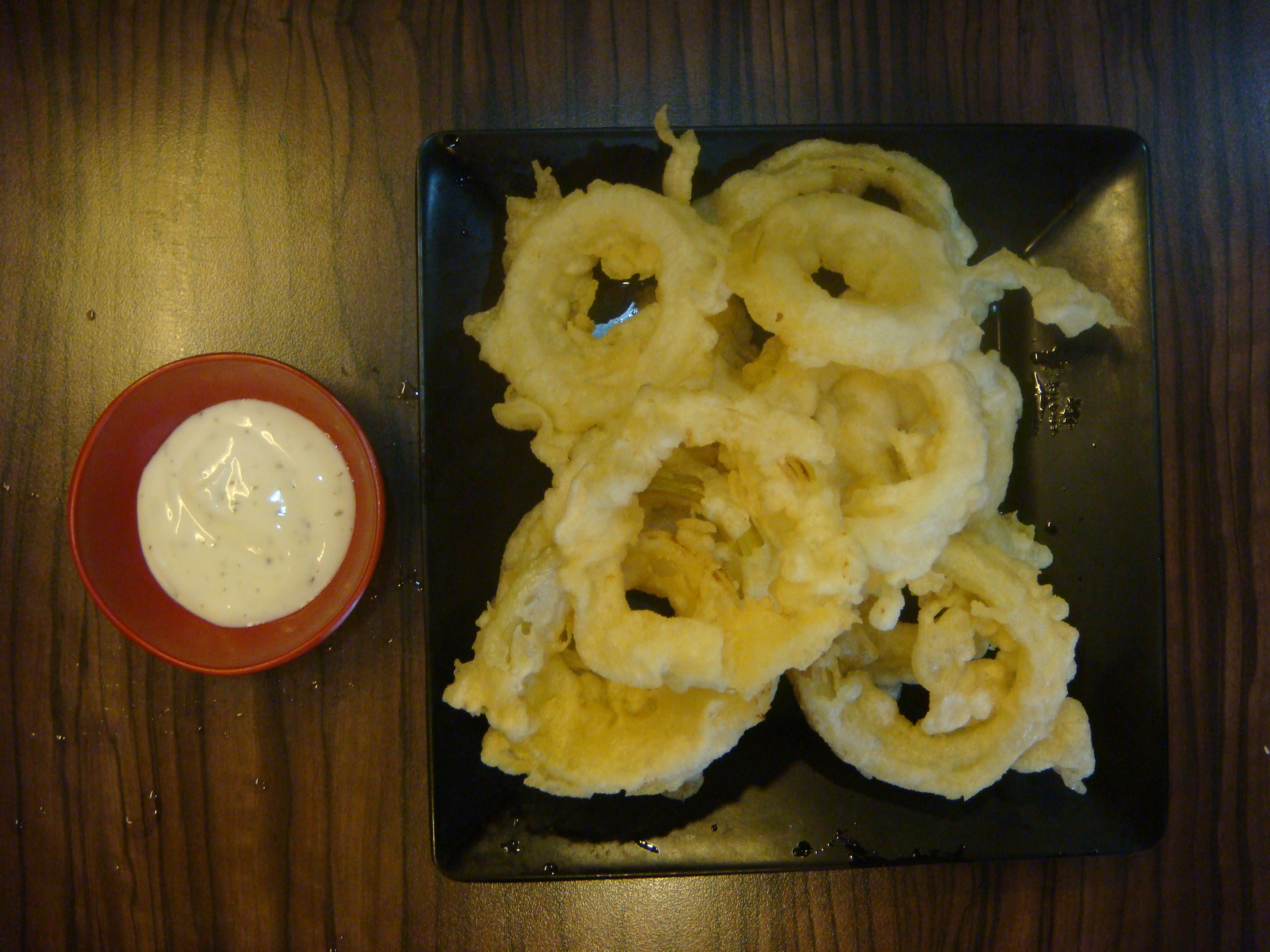
Луковые кольца с соусом дип (Филиппины)
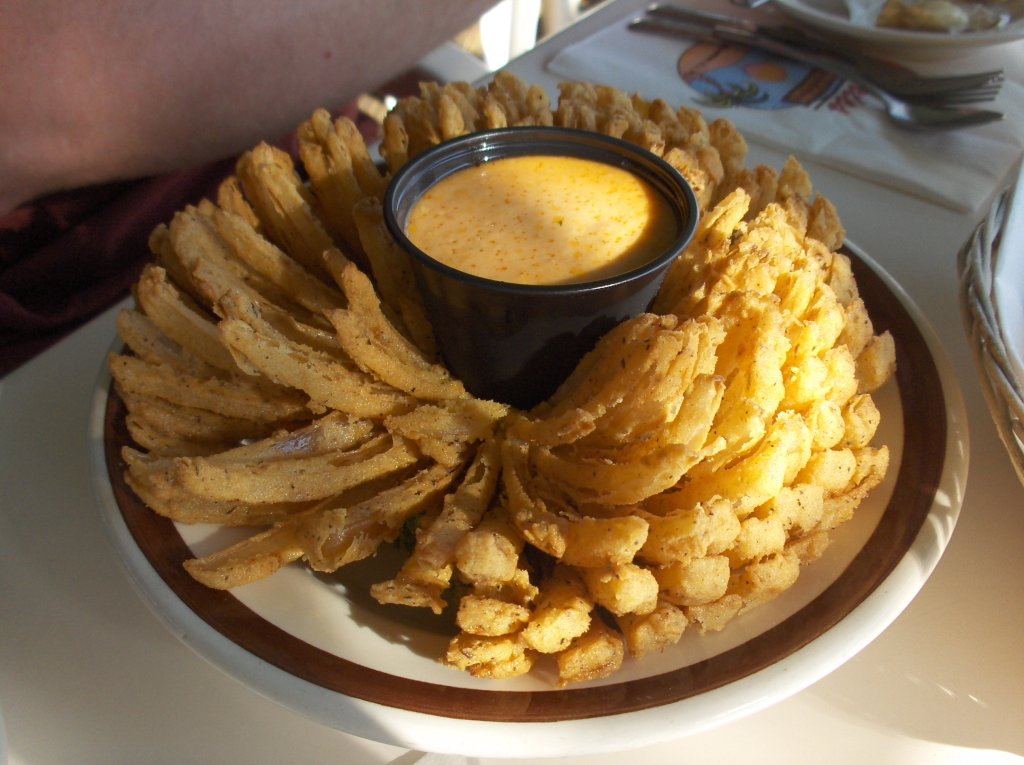
Луковый цветок — вариант блюда